# William Hiley Bathurst

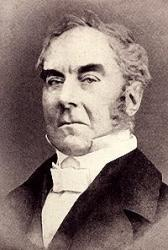
William Hiley Bathurst

William Hiley Bathurst, född 28 augusti 1796 i Clevadale, nära Bristol och död 25 november 1877 i Lydney Park, var en engelsk präst och psalmförfattare. Han var son till Charles Bragge och Charlotte Addington. Sitt mellannamn, Hiley, bar han efter sin mormor. Han gifte sig med Mary Anne Rhodes 1828 och de fick fyra barn tillsammans. 
Bathurst utbildades i Winchester vid Christ Church, Oxford och avlade sin kandidatexamen 1818. År 1819 utnämndes han till prästadjunkt och året därpå prästvigdes han. År 1820 föreslogs han till kyrkoherde för Barwick-in-Elmet, Yorkshire, en tjänst han tackade ja till och upprätthöll i 32 år. Han avgick 1852 på grund av samvetsskäl kring några av reglerna för dop och begravning i den Allmänna bönboken. (Book of Common Prayer). 
Han flyttade först till Darley Dale, nära Matlock i Derbyshire, där han under elva år ägnade sig åt litterärt arbete. I maj 1863 blev han ägare till sin fars egendom då hans äldre bror avlidit utan arvingar. Han flyttade strax därefter till Lydney Park och avled där den 25 november 1877.
Under de första åren av sitt yrkesliv komponerade Bathurst koraler och diktade många psalmtexter. De publicerades 1830 i psalmboken Psalms and Hymns for Public and Private Use (Psalmer och hymner för bruk allmänt och i hemmet). Alla utom 18 av de 150 psalmerna och alla de 206 hymnerna var av hans hand.

## Psalmer
- Hark! the distant isles proclaim
- Holy Spirit from on high
- Jesus, thy Church with longing eyes
- Eternal Spirit, by whose power
- O for a faith that will not shrink
- O Saviour, may we never rest.